# Skyclad
Gli Skyclad sono un gruppo heavy metal britannico, considerato l'inventore del sottogenere folk metal.
Il nome Skyclad deriva dal termine utilizzato per descrivere la pratica della nudità rituale diffusa nei riti wicca e pagani: i partecipanti sono metaforicamente vestiti (=clad) solo del cielo (=sky) come segno di uguaglianza. Il nome skyclad allude sia alle preferenze religiose del gruppo che alle loro vedute politiche e sociali, come è spiegato nella canzone "Skyclad" del loro primo album.

## Storia del gruppo

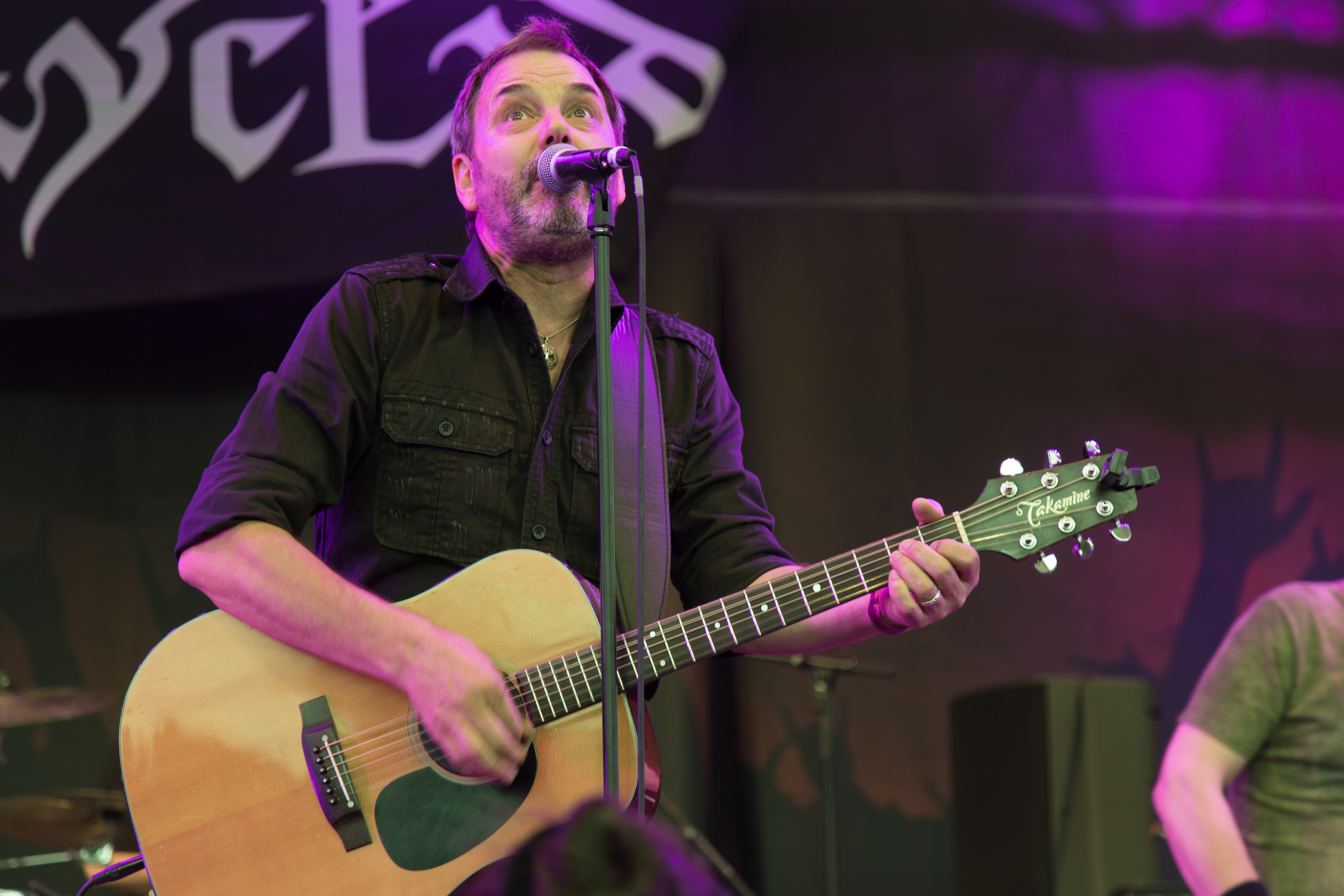
Kevin Ridley al Rock Hard Festival 2017

La band viene fondata nel 1990 dal cantante Martin Walkyier] e dal chitarrista Steve Ramsey, dopo la defezione di Walkyier dai Sabbat. L'idea era di fondare una band 'pagan metal' (anche se all'epoca il genere che oggi si associa a quel nome ancora non esisteva).
Assoldato il bassista Graeme English e il batterista Keith Baxter, firmano un contratto con la label tedesca Noise International e registrano il primo album, The Wayward Sons of Mother Earth, nel 1991. La cover dell'album viene effettuata da Garry Sharpe-Young.
Dopo un tour con gli Overkill assoldano Fritha Jenkins al violino e alla tastiera e un secondo chitarrista, iniziando a pensare al genere di cui poi sono considerati fondatori.

Pubblicano quindi A Burnt Offering for the Bone Idol nel 1992 e due anni dopo, nel 1994, Prince of the Poverty Line, con Cath Howell che sostituisce Fritha Jenkins.

Nel 1995 anche Cath Howell e viene sostituita da Georgina Biddle, con la quale il gruppo registra The Silent Whales of Lunar Sea, album che vede subito dopo la defezione sia di Baxter che di Pugh.

Senza due membri fissi alla chitarra e alla batteria la band registra Irrational Anthems nel 1996, Oui Avant-Garde á Chance meno di un anno dopo e The Answer Machine? nel 1997. In questo periodo il gruppo è impossibilitato a fare dei tour veri e propri, anche se nel 1995 sostituiscono i Tiamat come spalla ai Black Sabbath.

Solo nel 1998 la band trova Jay Graham alla batteria e Kevin "Riddler the Fiddler" Ridley alla chitarra e con loro registra Vintage Whine nel 1999 e Folkémon nel 2000.

Nel 2001 il fondatore Walkyier lascia il gruppo, sia per problemi finanziari, sia perché il resto del gruppo riteneva che l'instabilità della band fosse sempre stata dovuta al suo carattere scontroso. Per molti fan questo segna la "morte" della band, dato che Walkyier era il maggiore compositore della band a livello di testi, oltre ad avere uno stile considerato unico dagli stessi fan. Questo porta a vari cambi di lineup, alla fine dei quali Jay Graham viene sostituito da Arron Walton e Kevin Ridley passa alla voce.

Con questa formazione, nel 2002, il gruppo registra No Daylights... Nor Heel Taps, un album composto da nuove registrazioni di brani già pubblicati in precedenza, a cui segue uno dei tour più lunghi della band, mentre aumentano i dissidi economici con lo stesso Walkyier, dato che l'album conteneva del materiale scritto dallo stesso ex componente.

Nel 2004 la band realizza il primo album di inediti senza il fondatore, A Semblance of Normality, che non segna come molti si aspettavano un taglio con il vecchio stile e anzi diventa l'album più conosciuto della band.

Per l'album successivo dobbiamo aspettare il 2009, quando viene pubblicato In the... All Together per la Scarlet Records
Il 28 aprile 2017, dopo 8 anni dal predecessore, esce Forward into the Past.

## Formazione

### Formazione attuale
- Kevin Ridley – voce (2001-oggi), chitarra (1998-oggi)
- Steve Ramsey – chitarra (1990-oggi)
- Graeme English – basso (1990-oggi)
- Georgina Biddle – violino, tastiere (1995-oggi)
- Arron Walton – batteria  (2001-oggi)

### Ex componenti
- Martin Walkyier – voce (1990-2001)
- Dave Pugh – chitarra (1992-1995;2017)
- Fritha Jenkins – violino, tastiere (1992-1993)
- Catherine Howell – violino, tastiere (1994-1995)
- Keith Baxter – batteria (1990-1995)
- Paul Smith – batteria (1996)
- Paul A.T. Kinson – batteria (1996-1997)
- Jason "Jay" Graham – batteria (1998-2001)

## Discografia

### Album in studio
- 1991 – The Wayward Sons of Mother Earth
- 1992 – A Burnt Offering for the Bone Idol
- 1993 – Jonah's Ark
- 1994 – Prince of the Poverty Line
- 1995 – The Silent Whales of Lunar Sea'
- 1996 – Irrational Anthems
- 1996 – Oui Avant-Garde á Chance
- 1997 – The Answer Machine?
- 1999 – Vintage Whine
- 2000 – Folkémon
- 2004 – A Semblance of Normality
- 2009 – In the... All Together
- 2017 –  Forward into the Past

### Album dal vivo
- 2001 – Another Fine Mess
- 2002 – Live at the Dynamo

### Raccolte
- 1996 – Old Rope
- 2002 – History Lessens
- 2002 – No Daylights... Nor Heel Taps
- 2016 – A Bellyful of Emptiness - The Very Best of the Noise Years

### EP
- 1992 – Tracks from the Wilderness

### Box set
- 2004 – Platinum Edition (include The Answer Machine?, Vintage Whine e History Lessens)